# ليدز الشمالية الشرقية (دائرة انتخابية في المملكة المتحدة)

ليدز الشمالية الشرقية (بالإنجليزية: Leeds North East)‏ هي إحدى الدوائر الانتخابية في المملكة المتحدة الممثلة في مجلس العموم في برلمان المملكة المتحدة.
عضو البرلمان الذي يمثلها حالياً هو :Mr Fabian Hamilton (Lab).